# Pérols-sur-Vézère
Pérols-sur-Vézère é uma comuna francesa na região administrativa da Nova Aquitânia, no departamento de Corrèze. Estende-se por uma área de 46,98 km². Em 2010 a comuna tinha 190 habitantes (densidade: 4 hab./km²).